# Polícia Civil de Pernambuco
A Polícia Civil do Estado de Pernambuco é uma das polícias de Pernambuco, Brasil. Possui as mesmas atribuições das demais polícias civis das outras unidades da federação, nos termos do § 4º do artigo 144 da Constituição Federal.

## História
A história da PCEP remonta a 1808, com a criação da Intendência Geral de Polícia da Corte e do Estado do Brasil. Nove anos depois, em 1817, foi criada na Capitania de Pernambuco de um Tribunal de Polícia, dirigido por um juiz ordinário do crime. A polícia judiciária desse período passou a ser  encargo de juízes de direito, chamados de Questores de Polícia.
No ano de 1836, foram criadas por lei provincial as Prefeituras de Polícia,  visando melhorar, com o novo órgão, o desempenho do serviço policial. Em 1841, com a edição do Código de Processo Criminal do Império e legislação complementar,  surge a figura do Chefe de Polícia, nomeado pelo Presidente da Província de Pernambuco e auxiliado por seus delegados e subdelegados.
A Chefia de Polícia se reorganizou em 1898, com a criação de dois cargos de delegado para a Capital e um para cada município, este, subdividido em distritos, chefiados por subdelegados, auxiliados por inspetores de quarteirão.
Em 1931, foi criada a Secretaria de Segurança Pública, centralizando os serviços policiais do estado. Fixou-se na sede histórica da Rua Aurora, 405, um casarão em estilo eclético, antiga residência do Presidente da Província. No ano de 1967, a nova Constituição Estadual autoriza a criação da polícia de carreira, efetivada pela Lei nº 6.657, de 7 de janeiro de 1974.
Em 1999, a Polícia Civil volta a ser dirigida por um Chefe de Polícia, escolhido dentre os delegados de carreira do nível mais elevado.
A Lei nº 12.853, de 4 de julho de 2005 instituiu o dia 13 de abril como o “Dia do Policial”, designando o Felipe Nery Ferreira, como patrono da Polícia Civil de Pernambuco.
Em 2011, a corporação registrou a maior apreensão de cocaína de sua história.
Em 2014, foi lançado livro do pesquisador Carlos Bezerra Cavalcanti contando a história da corporação. No ano seguinte, os delegados realizaram uma grande manifestação por melhores condições de trabalho. O Sindicato dos Policiais Civis de Pernambuco listou diversos problemas na corporação.
Em 2020, a nova Logomarca, como padrão nacional das polícias Civil, marcando assim uma unidade nacional dos brasões de polícia Civil.

## Carreiras policiais
As carreiras policiais, cujas classes mais elevadas são denominadas de especial, estruturam-se a partir das seguintes categorias::
- Delegado de Polícia
- Agente de Polícia
- Escrivão de Polícia
- Agente Penitenciário pela Lei nº 10.865/93 e Ministério da Justiça (cargos da Polícia Civil)
- Perito Papiloscopista
- Operador de Telecomunicações

## Estrutura
Órgãos Colegiados
- Conselho Superior de Polícia
- Comissão de Avaliação de Desempenho de Pessoal
- Comissão Permanente de Licitação
- Comissão Permanente de Alienação de Bens

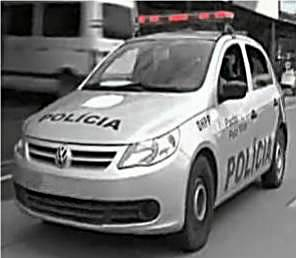
Viatura da Polícia Civil

Órgão de Direção Superior
- Chefia de Polícia Civil
- Subchefia de Polícia Civil

Órgãos de Apoio
Nova logomarca
- Secretaria Executiva
- Assessoria

Órgãos de Assistência Direta à Chefia de Polícia Civil
- Coordenação de Procedimentos Policiais - COORDPPOL
- Unidade de Planejamento e Coordenação de Eventos - UNICEV
- Assessoria de Comunicação Social
- Unidade de Controle Interno - UCI
- Unidade de Apoio Jurídico - UNAJUR
- Unidade de Estatística Criminal - UNESTAC

Órgãos de Atividades-Meio
- Diretoria de Administração Geral
- Diretoria de Recursos Humanos

Órgãos de Atividades-Fim
- Diretoria Integrada Metropolitana - DIM

Delegacias Policiais
- Diretoria Integrada do Interior 1 - DINTER 1

Delegacias Policiais
- Diretoria Integrada do Interior 2 - DINTER 2

Delegacias Policiais
- Diretoria Integrada Especializada - DIRESP

Delegacias Especializadas
Grupo de Operações Especiais
- Operações Especiais

CORE - Comando de Operações e Recursos Especiais
Diretoria de Inteligência da Polícia Civil